# Hilli Reschl
Hilli Reschl (eigentlich Hildegarde Franziska Reschl-Hoflehner; * 13. April 1926 in Wien; † 2. Dezember 2018 ebenda) war eine österreichische Tänzerin, Soubrette (Operette) und Schauspielerin.

## Leben
Reschl erhielt noch vor dem Besuch der Volksschule Ballettunterricht und war eine leidenschaftliche Stepptänzerin.
Als Soubrette war sie an Landesbühnen und Theatern in Österreich und Deutschland engagiert (u. a. Wien, Klagenfurt, Innsbruck, St. Pölten, Linz, Hamburg).
Die Schauspielerin war von Ende 1968 oder Anfang 1969 bis 2000 in insgesamt 1238 Sonntagsendungen im Seniorenclub als quirlige Kellnerin Frau Anni neben den Oberkellnern Kurt Sobotka (1968–1970), Ossy Kolmann (1970), Alfred Böhm (ab 1970) und zuletzt Rudolf Buczolich in witzigen Dialogen zu hören und zu sehen.
Reschl moderierte von 2001 bis 2008 am Fernsehkanal TW1, gemeinsam mit Co-Moderatorin Ingrid Erkyn das Fernsehmagazin Mitten im Leben, ein Magazin für Menschen über 60. Die Sendung beinhaltete Tipps für „die besseren Jahre“, aber auch Garten- und Pflanzentipps.
Sie lebte nach dem Tod ihres Ehemannes Johannes Hoflehner (gest. 2009) in Wien. Der gemeinsame 1963 geborene Sohn ist Johannes C. Hoflehner.
Hilli Reschl wurde auf dem Wiener Zentralfriedhof in einem ehrenhalber auf Friedhofsdauer gewidmeten Grab an der Seite ihres Ehemannes (Gruppe 12B, Reihe 5, Nummer 30) bestattet.

## Auszeichnungen
- 1978: Goldenes Verdienstzeichen des Landes Wien
- 2001: Silbernes Ehrenzeichen für Verdienste um das Land Wien
- 2012: Goldenes Ehrenzeichen für Verdienste um die Republik Österreich[4]
- Ihr zu Ehren wurde auch eine Fuchsie benannt.[5]

## Fernsehen
- 1968: Die Landstreicher (The Tramps)
- 1968/69–2000: Der Seniorenklub

## Veröffentlichung
- 1974: Single Wenn wir nicht die Omi hätten (Philips 6023 087), gemeinsam mit Hans Lang und den Wachauer Buam[6]
- 1975: LP A guate Mischung (Philips 9105 016), gemeinsam mit Hans Lang[7]